# Ballagi Zsigmond
Ballagi Zsigmond (1935 –) tudományos kutató, költő.
Ballagi Mór leszármazottja.[forrás?] Budapesten él. A név feltételezhetően költői álnév.[forrás?]

## Megjelent versei

### Újhold Évkönyv
- Játékdal (1990/2. 122. p.)
- Távolodó (1990/2. 122–123. p.)
- A kunok visszatérnek (1990/2. 123–124. p.)
- Zsendice (1990/2. 124. p.)
- Kriton (1990/2. 125. p.)
- Pályám emlékezete (1991/2. 76. p.)
- Kommentár az Énekek Énekéhez (1991/2. 76. p.)

### Jelenkor
- Hetedik epodosz Horatius átköltés (Jelenkor: 2011, 54. évfolyam, 2. szám, 162. oldal)[4]

### Pannonhalmi Szemle[5]
- Változatok egy Lucretius-témára (1994 (II) 3/56.)
- Bornemisza Péter rondója (1998 (VI) 2/64-65.)
- Stratégia nélküli játék (1998 (VI) 2/64-65.)
- Bohó vers  (2010 (XVIII) 2/54. Pannonhalmi szemle. - 18. (2010) 2., a tenger, p. 54)

### Holmi
- Tengeri Fürdőzés (Holmi, 1994. szeptember: VI. évfolyam, 9. szám, p. 1318)[6]
- Versfordítások (Holmi, 1996. november: VIII. évfolyam, 11. szám, p. 1644-1646.)[7]

### Műhely
- Talizmán 1991-re (Műhely - 18. (1995) 2-3., p. 64.)

### Magyar Napló
- A kúnok egyenjogáról (Magyar Napló - 5. (1993) 16., p. 17)
- Vámbéry (Magyar Napló - 5. (1993) 16., p. 17)
- Egry (Magyar Napló - 5. (1993) 16., p. 17)